# جون كاتو
جون كاتو (بالإنجليزية: John Cato)‏ هو مصور أسترالي، ولد في 1926 في هوبارت في أستراليا، وتوفي في 30 يناير 2011 في فيكتوريا في أستراليا.